# Планування проєктів
Планування проєктів є частиною управління проєктами, яка стосується використання графіків, таких як діаграма Ганта, для планування та подальшого відслідковування  прогресу у проєктному середовищі. Планування проєкту може здійснюватися вручну або за допомогою систем по управлінню проєктами.

## Опис
Спочатку визначається обсяг проєкту та визначаються відповідні методи для завершення проєкту. Після цього кроку тривалість різних необхідних до виконання завдань заноситься у список та групується у багаторівневу структуру. Планування проєктів часто використовується для організації різних областей проєкту, включаючи плани проєкту, робочі навантаження та управління командами та людьми. Логічні залежності між завданнями визначаються за допомогою блок схеми проєкту, яка дозволяє ідентифікувати критичний шлях. Планування проєкту за своєю суттю невизначене, оскільки його необхідно зробити до початку проєкту. Тому тривалість виконання завдань часто оцінюється за середньозваженим середнім числом оптимістичних, нормальних та песимістичних випадків. Метод критичного ланцюга додає "буфери" в плануванні, щоб передбачити можливі затримки у виконанні проєкту. Допустим відхилення у строках виконання задач на графіку може бути обчислений за допомогою програмного забезпечення для управління проєктами. Тоді необхідні ресурси можуть бути оцінені, а витрати на кожну діяльність можна розподілити на кожен ресурс, визначаючи загальну вартість проєкту. На цьому етапі графік проєкту може бути оптимізований для досягнення відповідного балансу між використанням ресурсів та тривалістю проєкту, щоб відповідати цілям проєкту. Після встановлення та узгодження графік проєкту стає тим, що називається базовим графіком. Прогрес по проєкту буде вимірюватися відповідно до базового графіку впродовж життя проєкту. Аналіз прогресу порівняно з базовим графіком відомий як метод освоєного обсягу